# Armas Salonen
Armas Immanuel Salonen, född 17 januari 1915 i Japan, död  22 oktober 1981 i Helsingfors, var en finländsk orientalist.
Salonen blev filosofie doktor 1950. Han var 1947–1949 forskarprofessor vid University of Chicago och 1949–1978 personell extra ordinarie professor i assyrisk och semitisk filologi vid Helsingfors universitet. Han var specialist på Mesopotamiens och den antika Främre Orientens historia och kultur. Han översatte Gilgamesheposet och Hammurabis lagar till finska.
Han utnämndes till ledamot av Finska Vetenskapsakademien 1950 och till hedersledamot av Egyptologiska sällskapet i Finland 1975.
Han var morbror till Simo Parpola som efterträdde honom på professorsstolen.